# فيليب سانسونيتي
فيليب ج. سانسونتي (بالفرنسية: Philippe Sansonetti)‏ (من مواليد 9 أبريل 1949) طبيب ومختص في علم الأحياء المجهري، أستاذ في معهد باستور وكوليج دو فرانس في باريس. مدير انسارم وحدة 768، والمعنون " غزو واستعمار الجراثيم للأغشية المخاطية" و وحدة مختبر "الأوبئة المكروبية والالجزيئية في معهد باستور.
طالب سابق في علم الأحياء الدقيقة ، وعلم الفيروسات العام والمناعة في معهد باستور (1978). حصل على شهادة الماجستير والدكتوراه في الكيمياء الحيوية والأحياء الدقيقة من جامعة باريس السابعة في عام 1978 ودكتوراه في الطب من جامعة بيار ماري كوري باريس السادسة في عام 1979. بعد 4 سنوات في وحدة علم الجراثيم الطبية برئاسة البروفيسور ليو لومنور ، تحصل على الدكتوراه ثم الزمالة في مختبر البروفيسور صموئيل فورمال المختصة في إدارة الأمراض المعوية في معهد بحوث في والتر ريد واشنطن،الولايات المتحدة الأمريكية. رجع إلى معهد باستور في عام 1981 في وحدة الأنتيروبكتيري حيث أنشأ وحدته الخاصة قبل أن يقوم بإنشاء وتسيير وحدة" “الأوبئة المكروبية والالجزيئية عام 1989.
كما أدى عدة وظائف في مستشفى معهد باستور(1981-1985) ، قبل أن يصبح مسؤولا عن الفحوصات الخارجية (1985-1995) والمدير الطبي (1995-1999 و 2004-2007). كما كان المدير العام لعلم الجراثيم وعلم الفطريات (1898-1992) وبيولوجيا الخلايا والعدوى (2002-2006).
فيليب سانسونتي تنصب العديد من الوظائف في انسارم، ووزارة البحث والتكنولوجيا، ومنظمة الصحة العالمية ، حيث كان رئيس اللجنة التوجيهية لتطوير لقاحات تعمل على مكافحة أمراض الإسهال .